# Cupa Latină
Cupa Latină a fost un turneu internațional de fotbal pentru echipele de club din țările vorbitoare de limbi romanice, națiuni ca: Franța, Italia, Spania și Portugalia. În 1949, federațiile de fotbal s-au reunit și au cerut FIFA să lanseze competiția. Cluburile europene nu își puteau permite costuri mari de călătorie, așa că competiția a fost organizată la sfârșitul fiecărui sezon într-o singură țară gazdă. Competiția a avut două semifinale, un play-off pentru locul trei și o finală.
Această competiție este considerată un predecesor al turneelor de cluburi din Europa, și anume Cupa Europei, a cărei prima ediție a avut loc în 1955.

## Finalele
| Anul | Finala         | Finala                    | Finala          | Locul Trei      | Locul Trei | Locul Trei                 | Venue                       |
| Anul | Campioana      | Scor                      | Vice-Campioana  | Locul Trei      | Scor       | Locul Patru                | Venue                       |
| ---- | -------------- | ------------------------- | --------------- | --------------- | ---------- | -------------------------- | --------------------------- |
| 1949 | Barcelona      | 2 – 1                     | Sporting        | Torino          | 5 – 3      | Stade de Reims             | Estadio Chamartín           |
| 1950 | Benfica        | 3 – 3 a.e.t. 2 – 1 a.e.t. | Bordeaux        | Atlético Madrid | 2 – 1      | Lazio                      | Estádio Nacional            |
| 1951 | Milan          | 5 – 0                     | Lille           | Atlético Madrid | 3 – 1      | Sporting Clube de Portugal | San Siro                    |
| 1952 | Barcelona      | 1 – 0                     | Nice            | Juventus        | 3 – 2      | Sporting Clube de Portugal | Parc des Princes            |
| 1953 | Stade de Reims | 3 – 0                     | AC Milan        | Sporting        | 4 – 1      | Valencia CF                | Estádio da Luz              |
| 1954 |                |                           |                 | nu s-a disputat |            |                            |                             |
| 1955 | Real Madrid    | 2 – 0                     | Stade de Reims  | Milan           | 3 – 1      | Belenenses                 | Parc des Princes            |
| 1956 | Milan          | 2 – 1                     | Athletic Bilbao | Benfica         | 2 – 1      | Nice                       | San Siro                    |
| 1957 | Real Madrid    | 1 – 0                     | Benfica         | Milan           | 4 – 3      | AS Saint-Étienne           | Stadionul Santiago Bernabéu |

## Titluri pe cluburi
| Club        | Titluri | Anii       |
| ----------- | ------- | ---------- |
| Milan       | 2       | 1951, 1956 |
| Barcelona   | 2       | 1949, 1952 |
| Real Madrid | 2       | 1955, 1957 |
| Benfica     | 1       | 1950       |
| Reims       | 1       | 1953       |

## Titluri pe țări
| Țara       | Titluri | Anii                   |
| ---------- | ------- | ---------------------- |
| Spania     | 4       | 1949, 1952, 1955, 1957 |
| Italia     | 2       | 1951, 1956             |
| Franța     | 1       | 1953                   |
| Portugalia | 1       | 1950                   |